# Pio XII e l'eccidio delle Fosse Ardeatine

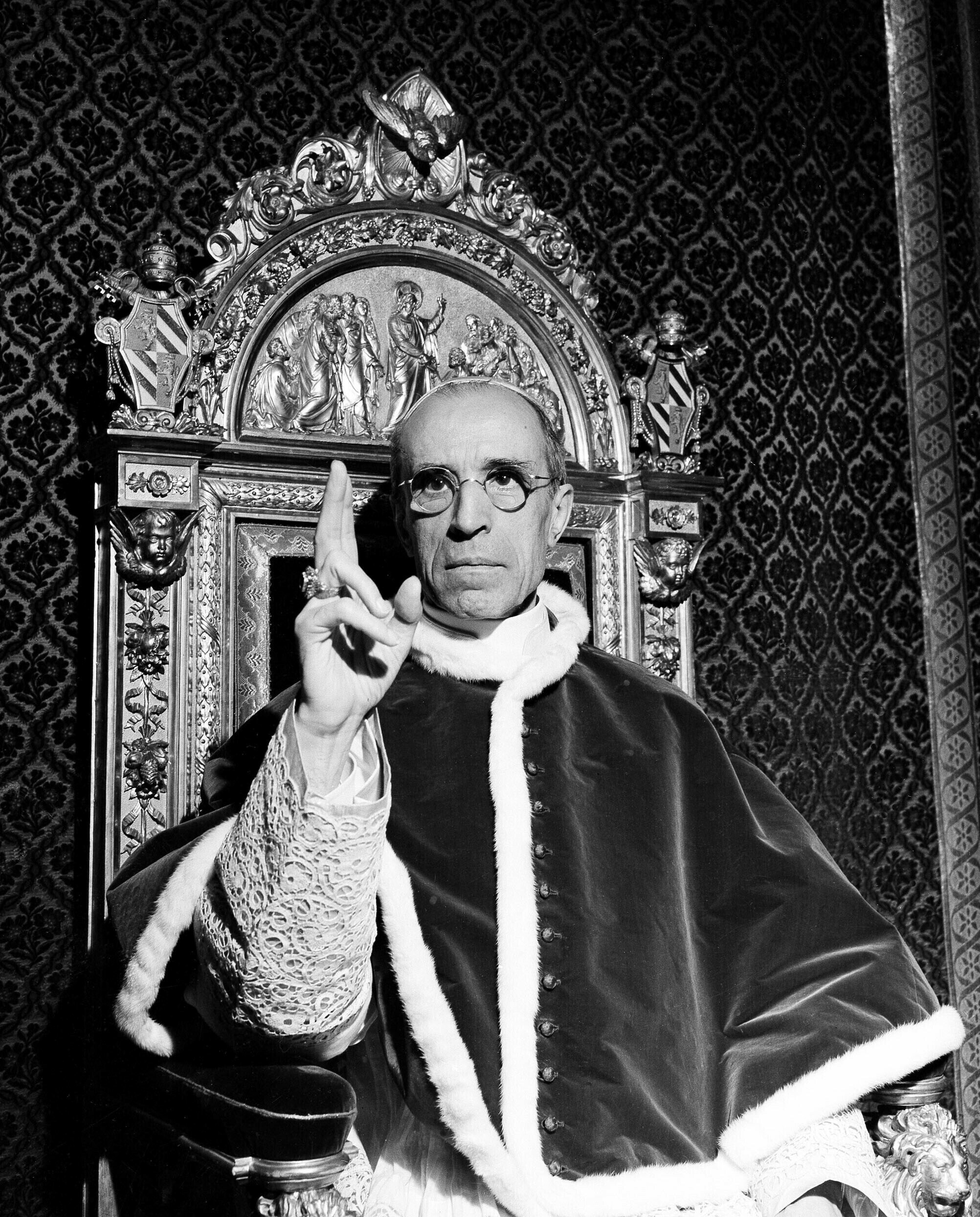
L'infallibile, fotografia di papa Pio XII benedicente, scattata nel settembre 1945

La Santa Sede prese pubblicamente posizione sull'attentato di via Rasella e l'eccidio delle Fosse Ardeatine tramite un comunicato su L'Osservatore Romano del 26 marzo 1944, accomunando i due eventi in un unico giudizio di condanna. La posizione assunta dal Vaticano è stata oggetto di dibattiti e polemiche, anche con riferimento all'ipotizzata possibilità che papa Pio XII potesse intervenire efficacemente presso i tedeschi per scongiurare la rappresaglia.

## Il comunicato deL'Osservatore Romano
Il 26 marzo L'Osservatore Romano pubblicò il comunicato tedesco che dava notizia dell'attentato e annunciava l'avvenuta rappresaglia, facendolo seguire dal seguente commento non firmato:
Secondo quanto affermato nelle memorie del direttore dell'organo di stampa vaticano Giuseppe Dalla Torre, autore della nota, il testo fu modificato per attenuarne il biasimo verso il massacro:
La posizione del Vaticano, secondo cui attentato e rappresaglia costituivano entrambi atti esecrabili, fu ribadita anche nel dopoguerra: in un volume dell'Enciclopedia cattolica edito nel 1953 si parla di «duplice massacro di via Rasella e delle Fosse ardeatine».

### Le accuse di Rolf Hochhuth
Nel 1963, l'opera teatrale Il Vicario del drammaturgo tedesco Rolf Hochhuth, rappresentando Pio XII come un antisemita complice della Germania nazista, sollevò un'ampia controversia. Nelle Delucidazioni storiche in appendice all'opera, Hochhuth scrisse tra l'altro che, durante l'occupazione tedesca di Roma, il pontefice aveva protestato per atti di violenza come l'attentato di via Rasella, ma aveva omesso di condannare anche «la delittuosa rappresaglia per questo attentato, e cioè la uccisione di 335 ostaggi, o la caccia agli ebrei». Hochhuth si espresse peraltro in modo fortemente critico anche verso l'azione partigiana, definendola «un atto inutile e vile [...] per cui morirono 33 soldati tedeschi, in maggior parte altoatesini, che certamente non portavano volontariamente la divisa di Hitler, e 10 italiani, fra cui 6 bambini» (in realtà a via Rasella era morto un solo bambino, Piero Zuccheretti).
Promossa in Italia dell'editore di fede comunista Giangiacomo Feltrinelli, nel 1965 la rappresentazione del dramma a Roma fu tuttavia vietata da un decreto prefettizio, con la motivazione del rispetto del «carattere sacro della Città Eterna» sancito dall'art. 1, comma secondo, del Concordato. Il Partito Comunista Italiano, lamentando una violazione della libertà di espressione, indirizzò una mozione parlamentare al governo di Aldo Moro affinché disponesse l'annullamento del decreto prefettizio. Secondo i deputati della maggioranza che intervennero in difesa del provvedimento, il duro giudizio di Hochhuth sull'attentato di via Rasella era in netta contraddizione con l'accusa che lo stesso autore muoveva a Pio XII per la posizione tenuta in seguito all'eccidio delle Fosse Ardeatine, dal momento che la politica di papa Pacelli era stata appunto scoraggiare gli attentati per evitare rappresaglie e distruzioni. Il democristiano Vincenzo Gagliardi ritenne la «patente contraddizione» tra i due giudizi segno di un'«assoluta impreparazione storico-politica dell'autore del Vicario». Il socialdemocratico Michele Pellicani accusò i comunisti di strumentalizzare la vicenda per mettere in difficoltà il governo, in quanto essi non potevano certo condividere integralmente le valutazioni di Hochhuth, il cui «grave giudizio» su via Rasella avrebbe potuto «investire una parte notevole di tutta la Resistenza italiana».

### Valutazioni storiografiche
Alcuni autori hanno espresso forti critiche verso il comportamento tenuto dalla Santa Sede circa i fatti del 23 e 24 marzo. Osserva Giorgio Bocca: «L'appello, per quanto non firmato da Pio XII, ne rispecchia il pensiero reazionario. Il foglio ufficiale della Santa Sede esprime la sua condanna della violenza separando – nella Roma dell'occupazione nazista! – le "vittime" (i tedeschi) dai "colpevoli" (i partigiani), gli "irresponsabili" (i capi della Resistenza) dai "responsabili" (i comandi tedeschi e fascisti); e fa sua, volendolo o meno, la tesi fascista e attesista della "strage degli innocenti": dimenticando che la legalità dei "responsabili" a cui si appella è la medesima che sta sterminando sei milioni di ebrei innocenti, fatto di cui il Santo padre, nel marzo 1944, è perfettamente al corrente. Senza dire che via Tasso e i suoi orrori sono a due passi dai sacri palazzi».
Secondo Aurelio Lepre l'"Osservatore Romano", col formulare l'accusa agli attentatori di «non essersi presentati al comando tedesco per evitare la fucilazione degli ostaggi», compì una «scelta di campo»; tuttavia, commenta Lepre, tale accusa «era del tutto inconsistente [...], perché, se anche avessero voluto consegnarsi ai tedeschi, gli attentatori non ne avrebbero avuto il tempo».
Alessandro Portelli ritiene che l'editoriale costituisca un "testo esemplare e fondante" di un'interpretazione dell'attentato di via Rasella destinata ad avere grande fortuna nel dopoguerra. Scrive infatti Portelli: «Di chi sia la colpa che rende necessario il sacrificio non c'è dubbio: i "colpevoli sfuggiti all'arresto". L'"Osservatore Romano" dunque lascia intendere che i nazisti cercarono i "colpevoli" prima di decidersi al massacro; né sono a conoscenza di rettifiche, precisazioni o smentite successive. Nasce qui lo spostamento della colpa sui vili partigiani che sono andati a nascondersi lasciando ("irresponsabili") al loro destino le vittime della rappresaglia. Oltre alla destra politica, saranno proprio organi e fonti vicini alla Chiesa e al mondo cattolico, a partire dai Comitati civici, a rilanciare nel corso degli anni questa versione, fino a farla penetrare nelle vene dell'immaginazione comune, contribuendo così ad avvelenare la memoria dell'evento, e con essa quella della resistenza, dell'identità e delle origini della repubblica. Che è poi il vero successo a lungo termine della rappresaglia nazista».
L'interpretazione di Portelli è stata criticata dal quotidiano cattolico Avvenire come una lettura parziale che non tiene conto del contesto storico e dell'attività svolta dalla Chiesa, sia durante la guerra che dopo, per la pacificazione degli italiani. Anche il vaticanista Giorgio Angelozzi Gariboldi ha criticato le affermazioni di Portelli: «Pio XII rifiutava l'interpretazione ideologica del conflitto tra i belligeranti e si preoccupava di difendere la città di Roma dai bombardamenti e dai lutti della guerra. La Chiesa rispondeva, nei limiti delle sue possibilità, alle ansie della popolazione romana priva dei mezzi di sussistenza. Pio XII, pertanto, era consapevole che ogni atto di ostilità verso i tedeschi li avrebbe spinti a eccessi disperati contro la popolazione romana».
Secondo Enzo Forcella, essendo la condanna della violenza all'interno del centro urbano un caposaldo della politica vaticana, «non può scandalizzare» che l'editoriale definisse "colpevoli" gli attentatori e si rammaricasse per la loro mancata cattura. Forcella scrive inoltre che «per quanto infelice, non c'era nulla in quel testo che autorizzasse a leggervi una deplorazione per il fatto che non si fossero presentati spontaneamente», come notò in quei giorni anche il segretario socialista Pietro Nenni (tra gli antifascisti a cui la Chiesa dava rifugio nel Seminario Maggiore presso la Basilica di San Giovanni in Laterano), il quale commentò in modo sostanzialmente positivo l'intervento evidenziandone l'ammonimento ai tedeschi («non si può, non si deve spingere alla disperazione ch'è la più tremenda consigliera ma ancora la più tremenda delle forze»).
Anche il liberale Umberto Zanotti Bianco giudicò favorevolmente il comunicato, definendolo «giusto monito verso i responsabili».

## La controversia sulla possibilità di un intervento papale

### Il libroMorte a Roma

Padre Pancrazio Pfeiffer, spesso intervenuto con successo presso i tedeschi per salvare dei prigionieri

Nel 1967 il giornalista americano Robert Katz pubblicò il libro Death in Rome (pubblicato in Italia l'anno successivo da Editori Riuniti come Morte a Roma), nel quale accusava Pio XII di essere venuto a conoscenza, dopo l'attentato, dell'intenzione tedesca di compiere l'eccidio e di aver scelto di non intervenire. Il libro si inseriva nella più ampia controversia sollevata quattro anni prima da Rolf Hochhuth circa il generale atteggiamento del pontefice verso la Germania nazista e lo sterminio degli ebrei. Tuttavia, mentre per Hochhuth l'attentato di via Rasella era stato «un atto inutile e vile», Katz si schierò con decisione a difesa della legittimità morale dell'azione partigiana.
Secondo Katz, dopo l'attentato il diplomatico e colonnello delle SS Eugen Dollmann si sarebbe recato dal padre salvatoriano bavarese Pancrazio Pfeiffer (intermediario tra il Vaticano e i tedeschi, morto nel 1945), affinché informasse papa Pacelli di un suo piano per evitare la rappresaglia, che prevedeva la celebrazione di un grandioso funerale per i soldati uccisi. Stante la mancata realizzazione del piano di Dollmann, Katz imputa il massacro anche al tacito consenso del pontefice, il quale avrebbe avuto concrete possibilità di fermare i tedeschi, anche perché la maggior parte di questi avrebbe agito controvoglia:
Non era necessario un miracolo per salvare i 335 uomini condannati a morire nelle Cave ardeatine. C'era un uomo che avrebbe potuto, anzi, dovuto agire almeno per ritardare il massacro tedesco. Quest'uomo è papa Pio XII. [...]
è difficile non arrivare alla conclusione che a Pio XII fece difetto la volontà di fare un tentativo per salvare gli uomini condannati a morire nelle Cave ardeatine.
In altre parole, bisogna ora concludere che papa Pio XII scelse di rimanere passivo, pur essendo pienamente consapevole che un suo intervento avrebbe forse impedito la rappresaglia. Facendo questa scelta, egli approvò.»
In un altro passaggio del libro si legge che il Vaticano tenne verso la strage un «silenzio grottesco». La fonte indicata da Katz a sostegno della propria ricostruzione è un'intervista da lui fatta a Dollmann nel 1965. Tuttavia, nel proprio libro di memorie Roma nazista pubblicato nel 1949, l'ex diplomatico sostiene di essere stato volutamente tenuto all'oscuro delle modalità della rappresaglia da parte dei militari. Questi ultimi, secondo le memorie di Dollmann, temevano che egli, mosso da motivi «di carattere umanitario e politico», sarebbe intervenuto per evitare il massacro rivolgendosi al console generale Eitel Friedrich Moellhausen e all'ambasciatore presso il Vaticano Ernst von Weizsäcker, e che Dollmann e Moellhausen avrebbero mobilitato allo scopo anche i rispettivi superiori Karl Wolff e Rudolf Rahn. Inoltre nel 1967 Dollmann dichiarò:
Di nuovo nel 1972, Dollmann affermò:

### Il filmRappresaglia

La controversa scena del colloquio tra padre Pancrazio (Robert H. Harris) e il colonnello delle SS Eugen Dollmann (John Steiner) nel film Rappresaglia

Da Morte a Roma fu tratto il film del 1973 Rappresaglia, diretto da George Pan Cosmatos e prodotto da Carlo Ponti. Il film, alla cui sceneggiatura contribuì anche Katz, riprendeva la ricostruzione storica del libro, fungente da sfondo all'azione del personaggio inventato di padre Antonelli (interpretato da Marcello Mastroianni), che tenta ostinatamente, ma invano, di sollecitare un intervento vaticano per impedire l'imminente strage. Compreso che il pontefice sarebbe rimasto inerte, Antonelli decide infine di condividere la sorte dei condannati a morte. Seguendo Morte a Roma, anche il film accredita la versione che vuole Pio XII informato delle intenzioni tedesche da padre Pancrazio, il quale è messo al corrente da Dollmann delle modalità della rappresaglia e di un piano per evitarla che prevede l'indispensabile coinvolgimento del papa.
La narrazione degli eventi offerta dal film suscitò dure reazioni da parte vaticana. Lo storico Robert A. Graham, padre gesuita, contestò diversi punti della tesi di Katz alla base della sceneggiatura. La raffigurazione di padre Pfeiffer è ritenuta da Graham «molto inadeguata e falsificata», non essendo illustrata l'attività che il religioso salvatoriano (grazie alla libertà di movimento derivantegli dall'essere tedesco ed ex compagno di scuola del generale Kurt Mälzer, comandante militare di Roma) svolgeva, per conto di Pio XII, in favore dei prigionieri di via Tasso e Regina Coeli; attività vanificata allorché l'attentato di via Rasella spinse i tedeschi a vuotare improvvisamente le prigioni per destinare i detenuti alla rappresaglia (dalle carte di padre Pfeiffer risultano interventi in favore di ventuno vittime dell'eccidio). In riferimento alla posizione elogiativa verso i partigiani di via Rasella del libro di Katz, Graham conclude: «è una strana forma di indignazione morale quella di addossare a papa Pio XII la responsabilità di non aver fermato il massacro delle Fosse Ardeatine, mentre si lodano coloro il cui discutibile atto portò alla tragedia».
Otto Vinatzer, all'epoca avvocato difensore dei prigionieri dinanzi al tribunale di guerra tedesco, in una lettera inviata nel 1973 alla redazione de l'Espresso-Colore, scrisse che dopo l'attentato Pfeiffer gli aveva riferito «che aveva già avuto l'incarico di sondare gli umori dei comandi tedeschi e di invitarli alla calma ed alla comprensione, onde non cadere nel tranello teso loro dagli attentatori, ai quali non interessava l'uccisione di una trentina di vecchi piantoni, ma che volevano provocare l'inevitabile rappresaglia tedesca, onde costruire a Roma [...] un monumento di odio antitedesco, perenne».
Sulla questione intervenne anche Giovanni Spadolini, secondo il quale il problema era malposto: anche se non informato della reazione tedesca, Pio XII avrebbe potuto comunque intuirla in quanto «[d]opo le esperienze dei primi mesi dell'occupazione tedesca, e dopo altri passi – taluni con qualche esito – compiuti dal Vaticano, una spietata rappresaglia tedesca, a parte le percentuali delle vittime, era più che prevedibile, era scontata». Tuttavia, mancò il tempo affinché il pontefice potesse mettere in atto la sua consueta, e generalmente inefficace, linea diplomatica basata sul negoziato e sul richiamo ai patti e alle norme scritte. Secondo Spadolini, la condotta di Pio XII dopo via Rasella va inquadrata nella generale attitudine del pontefice a «non offrire nessuna occasione e nessun pretesto all'altra parte, alla parte nazista, per un rincrudimento delle misure di vigilanza e di prevenzione cui erano già sottoposti i cattolici tedeschi, polacchi e di tutte le zone invase dal Reich. Evitare il peggio, insomma; salvare il salvabile».

### Il processo per diffamazione
Nel 1974 la nipote di papa Pacelli, Elena Rossignani, su iniziativa di un "Comitato Pio XII" presieduto dall'avvocato ed ex deputato democristiano Agostino Greggi, querelò per diffamazione Katz, Cosmatos e Ponti, ritenendo sia il libro che il film gravemente lesivi della reputazione del pontefice. Chiamato a deporre, Katz ribadì di aver saputo da Dollmann che il papa era al corrente dell'intenzione dei comandi tedeschi di compiere il massacro. Dollmann negò ancora una volta di aver reso tali dichiarazioni a Katz. In seguito, interrogato per rogatoria a Monaco di Baviera, Dollmann confermò di essere sicuro che Pio XII «non sapeva nulla» altrimenti «sarebbe certamente intervenuto», definendo inoltre «falso e assurdo» quanto rappresentato dal film circa il suo colloquio con padre Pancrazio. Anche a Herbert Kappler, interrogato nel carcere militare di Gaeta in cui stava scontando l'ergastolo, fu chiesto se il papa fosse stato informato dei propositi tedeschi. L'ex comandante delle SS a Roma non confermò né smentì, limitandosi a ribadire quanto già dichiarato nel processo a suo carico, ossia che non c'era stato alcun intervento di padre Pfeiffer presso di lui e che ad ogni modo non avrebbe sortito alcun effetto: «avrebbe dovuto rivolgersi molto più in alto di me».
Il giudizio di primo grado innanzi al Tribunale di Roma si concluse con una condanna a un anno e due mesi di reclusione, oltre a una multa di cinquecentomila lire, per Katz e a sei mesi per Cosmatos e Ponti. Secondo il tribunale, dalle testimonianze e dai documenti esaminati «prorompe e s'impone un'unica verità: che, cioè, il Pontefice nulla sapeva nelle ore che precedevano il Calvario delle Ardeatine dell'ordine di rappresaglia e delle sue modalità di esecuzione».
La sentenza suscitò le critiche di diverse personalità di sinistra, secondo cui i giudici, di per sé stessi incompetenti a esprimere valutazioni storiografiche (giudizio espresso anche da Spadolini all'inizio della vicenda giudiziaria), avrebbero leso il diritto di critica storica applicando in senso anticostituzionale il «codice fascista» ancora in vigore. Alessandro Galante Garrone scrisse che, pur essendo la tesi di Katz «discutibile», non era compito di un tribunale valutare le ricostruzioni storiografiche: «Non è mai a colpi di sentenze che può stabilirsi la "verità" della storia; ma solo sul terreno della discussione libera e aperta». Inoltre, essendosi fatto riferimento nel corso delle udienze a «responsabilità morali» dei gappisti, l'Unità vide nel processo «una campagna contro la Resistenza e le conquiste democratiche».
In seguito al ricorso in appello, nel 1978 gli imputati ottennero l'assoluzione. La sentenza della Corte d'appello di Roma recita: «Uno storico, dopo aver esposto senza faziosità e con argomenti non inattendibili le ragioni del suo convincimento, ha il diritto di osservare che Papa Pacelli, non intervenendo per impedire o evitare la rappresaglia nazista, attuò una scelta politica da condannare». D'altronde «il mancato intervento di Pio XII (per evitare la strage delle Fosse Ardeatine) è un fatto indiscusso». Contro tale pronuncia la Procura generale ricorse alla Corte di cassazione, la quale annullò la sentenza con rinvio alla Corte d'appello relativamente alla posizione di Katz, mentre per Cosmatos e Ponti dispose l'annullamento senza rinvio. Il nuovo giudizio di Katz in Corte d'appello si concluse nel 1981 con una condanna a un anno e un mese di reclusione e a quattrocentomila lire di multa.
Il caso si concluse nel 1983 con un'ulteriore pronuncia della Suprema corte, la quale su ricorso di Katz confermò la legittimità della decisione del 1981, ma stabilì che l'offesa non era punibile per intervenuta amnistia. Secondo quanto riportato dallo stesso Katz nel suo libro Roma città aperta, la Corte lasciò comunque aperta ai familiari di Pio XII la possibilità di un'azione civile per danni, che tuttavia gli interessati decisero di non intraprendere.

### Il documento 115 degli ADSS
Nel 1980 fu pubblicato, per i tipi della casa editrice ufficiale vaticana, il decimo volume degli "Atti e documenti della Santa Sede relativi alla seconda guerra mondiale" (ADSS). Da uno dei documenti d'archivio vaticani ivi raccolti, il numero 115, risulta che un non meglio identificato «Ing. Ferrero, del Governatorato di Roma», informò dell'attentato la Segreteria di Stato della Santa Sede il 24 marzo alle ore 10:15 (circa cinque ore prima dell'inizio del massacro delle Fosse Ardeatine). Il documento recita:
il numero delle vittime tedesche è di 26 militari;
tra i civili italiani si lamentano tre o quattro morti;
non è facile ricostruire la scena dato che tutti si sono dati alla fuga;
alcuni appartamenti sono stati saccheggiati e la polizia tedesca ha preso l'assoluto controllo della zona senza permettere ingerenza di altre autorità; sembra ad ogni modo che una colonna di automezzi tedeschi attraversando via Rasella abbia la responsabilità di aver provocato gli italiani che poi avrebbero lanciato delle bombe dall'edificio di fianco al Palazzo Tittoni;
finora sono sconosciute le contromisure: si prevede però che per ogni tedesco ucciso saranno passati per le armi 10 italiani.
L'Ing. Ferrero spera di dare più tardi maggiori particolari.»
Nell'introduzione al volume, i curatori dell'opera (tra cui padre Graham) ribadiscono la disapprovazione verso l'attentato espressa a suo tempo da "L'Osservatore Romano": i caduti del "Bozen" sono definiti «membri non di un'unità combattente, ma riservisti di un battaglione di polizia, reclutato in Tirolo e in Alto Adige per sorvegliare gli edifici pubblici», mentre l'attentato è ritenuto «una provocazione deliberata» e «un'azione isolata, intrapresa all'insaputa del Comitato di Liberazione Nazionale», convinto nel suo insieme come Pio XII «che non serviva a nulla gettare Roma nella mischia». In conclusione, per i curatori degli ADSS: «È sicuro che l'attentato di via Rasella era un duro colpo alla strategia diplomatica intrapresa da Pio XII per preservare Roma dalla rovina e dal caos. Nel corso dei mesi, egli aveva fatto pressioni sulle autorità tedesche affinché usassero moderazione e aveva ottenuto di calmare l'impazienza dei romani. Cosa potrebbe [fare] un emissario del Papa presso i tedeschi dopo il sangue versato in via Rasella? L'attentato di via Rasella comprometteva dunque tanto la politica del Papa quanto il prestigio delle autorità tedesche».

### Le dichiarazioni di Adriano Ossicini
Il medico Adriano Ossicini, all'epoca militante del Movimento dei Cattolici Comunisti, nelle sue memorie edite nel 1999 afferma che, dopo aver appreso dell'attentato nella giornata del 23 marzo, egli «[i]mmediatamente pens[ò] alle rappresaglie che sarebbero seguite», cosicché si precipitò da monsignor Sergio Pignedoli, organizzatore di un centro di assistenza a Villa Levi che dava rifugio a partigiani e perseguitati, per sollecitare un intervento del Vaticano. Più tardi Pignedoli gli riferì che il Vaticano aveva «fatto dei tentativi», «che era stato tentato, ma che era stato impossibile fare qualcosa data l'estrema rapidità della decisione presa da Kappler su perentorio ordine di Hitler». Ossicini si dice persuaso dalla risposta che gli diede Pignedoli e per lo stesso motivo esclude che un'eventuale presentazione dei gappisti avrebbe potuto evitare la rappresaglia: «l'ordine della strage, essendo stato dato da Hitler in persona, non poteva nemmeno essere interpretato come una immediata drammatica intimidazione: era una decisione così rapida che non ammetteva in nessun modo possibilità di interventi».